# Grup Munzur
Grup Munzur (dt. „Gruppe Munzur“) ist eine linke Folkband in der Türkei, die für ihre Protestlieder bekannt ist. Sie steht der TKP/ML-Nachfolgeorganisation Demokratik Haklar Federasyonu (DHF) nahe.

## Geschichte
Die Grup Munzur wurde 1992 in İzmir gegründet. Sie veröffentlichte mindestens vier Studioalben beim Plattenlabel Ses. Ihr Lied İsyan Ateşi („Feuer der Rebellion“), das das Vermächtnis İbrahim Kaypakkayas feiert, ist weit verbreitet.
Die Band trat gelegentlich mit Gruppen, die der PKK-nahen Kulturorganisation Mezopotamya Kültür Merkezi („Kulturzentrum Mesopotamien“) zugehörig waren, auf.
Der Nichtregierungsorganisation Freemuse zufolge wurden die Bandmitglieder Özlem Gerçek, Mahir Çelebi und Ercan Duman 2010 von einem Strafgericht in der osttürkischen Stadt Malatya wegen „Unterstützung einer terroristischen Vereinigung“ zu Haftstrafen von zehn Monaten verurteilt, weil sie bei einem Konzert in Hozat am 16. Juni 2008 das Lied Lexin Gerilla gesungen hatten. Zur Urteilsbegründung wurde der in einem kurdischen Dialekt verfasste Liedtext herangezogen, in dem u. a. die Wörter „Guerilla“, „schießen“, „Kurdistan“ und „Opfer“ vorkommen. Sein Beginn kann wie folgt übersetzt werden:
„Dieses Lied erzählt von den Bergen, den Barrikaden, den Feldern, den Ebenen, der Revolution, dem Freiheitskampf und dem Märtyrertod für eine gute Gesellschaft, in der Kinder lesen wollen.“

## Diskografie

### Studioalben
- 1993: Babanın Türküsü – Onların Kavgası
- 1995: Hep Birlikte
- 1997: Tutuşturun Geceleri (Ses)
- 2000: Beklenen Uzak Değil
- 2003: Bahara Çağrı (Ses)
- 2008: Kızıl Anka (Ses), OCLC 840838289
- 2010: Haykırış
- 2016: Hava Kurşun Gibi Ağır

### Singles (Auswahl)
- 1993: İsyan Ateşi
- 1997: Pukeleka
- 2000: Dost Sen Mi Geldin
- 2003: Ötme Bülbül